# Miki Berkovich
Mosche Michael Miki Berkovich, auch Mickey Berkowitz (hebräisch מיקי ברקוביץ'; geb. 17. Februar 1954 in Kfar Saba) ist ein ehemaliger professioneller Basketballspieler aus Israel. Er spielte auf der Position des Shooting Guard.

## Biografie
Miki Berkovich wurde in Kfar Saba als Sohn rumänischer Einwanderer geboren. Im Alter von sechs Jahren zog er mit seiner Familie nach Tel Aviv. Als Elfjähriger trat er Maccabi Tel Aviv bei. Seinen Aufstieg verdankt er dem Trainer Yehoshua Rozin (1918–2002), der ihn im Kinderteam förderte und seinen Eltern eine Basketballkarriere für ihren Sohn empfahl, auch auf Kosten seiner schulischen Ausbildung.
Mit 17 Jahren trat Berkovich der Superliga bei. 1972 erreichte er mit der U18-Auswahl einen vierten Platz an den Europameisterschaften in Zadar. An den Asienspielen 1974 in Teheran gewann er mit der Nationalmannschaft durch einen Sieg gegen Südkorea eine Goldmedaille.
1975 spielte Berkovich College-Basketball bei UNLV in den USA, kehrte nach einem Jahr zu Maccabi Tel Aviv zurück und übernahm dort bis in die frühen 1980er Jahre eine führende Rolle. Er gewann mit diesem Club zwei Europameisterschaften, 16 Superliga-Meisterschaften und 13 Nationalmeisterschaften. Der Gewinn der ersten Europameisterschaft resultierte 1977 aus Siegen gegen Varese in Belgrad (78:77) und gegen Moskau im belgischen Virton (91:79), was Tal Brody zur Aussage veranlasste: „Wir sind auf der Landkarte, nicht nur im Basketball.“ Der zweite Gewinn einer Europameisterschaft erfolgte 1978 im Spiel gegen Bologna (80:79). Nach der Europameisterschaft 1979 erhielt Berkovich zwei Angebote von der NBA (New Jersey Nets und Atlanta Hawks), musste aber aufgrund vertraglicher Verpflichtungen bei Maccabi Tel Aviv bleiben.
1988 verließ Berkovich Maccabi Tel Aviv. Er schloss sich Maccabi Rischon LeZion an und spielte später für Hapoel Jerusalem und Hapoel Tel Aviv. Nachdem er 165 Spiele bestritten und 2.842 Punkte erzielt hatte, zog er sich 1995 aus dem Basketball zurück. Er schrieb eine Autobiografie mit dem Titel Born to Win und wurde Besitzer des Basketballclubs Ramat HaScharon, in dem seine zwei Söhne Ro’i und Niv zu jener Zeit spielten.

## Auszeichnungen
1998, zum 50-jährigen Jubiläum zum Bestehen des Staates, wurde Berkovich zum israelischen Top-Sportler gewählt.
2008 wurde er in Madrid als eine der fünfzig bedeutendsten Persönlichkeiten des Basketballsports in Europa geehrt, im Rahmen einer offiziellen Zeremonie durch Euroleague Basketball im Palacio de Deportes de la Comunidad de Madrid.
2017 wurde er in die FIBA Hall of Fame aufgenommen.